# Oxalis californica
Oxalis californica là một loài thực vật có hoa trong họ Chua me đất. Loài này được (Abrams) R. Knuth mô tả khoa học đầu tiên năm 1919.